# Giáo phận Vĩnh Long
Giáo phận Vĩnh Long (tiếng Latin: Dioecesis Vinhlongensis) là một giáo phận Công giáo Rôma Việt Nam. Giáo phận này có tòa Giám mục và nhà thờ chính tòa đặt tại Vĩnh Long. Giáo phận Vĩnh Long phụ trách các tỉnh Vĩnh Long và khu vực phía Nam sông Tiền của tỉnh Đồng Tháp (các huyện cũ Lấp Vò, Lai Vung, Châu Thành và thành phố Sa Đéc).
Tính đến năm 2017, giáo phận Vĩnh Long có diện tích 6.772 km2, số giáo dân là hơn 209.271 (chiếm 5%) trong tổng số dân trên địa bàn là 4.192.709 người, số Họ đạo và giáo họ là 191 và 268 Linh mục, 89 Đại Chủng sinh, 720 nam nữ tu sĩ, 436 Giáo lý viên.
Giám mục quản lý Giáo phận hiện nay là Phêrô Huỳnh Văn Hai (từ 2015).

## Lịch sử
Giáo phận Vĩnh Long được khai sinh với lý do Giáo Phận Sài Gòn quá rộng nên công việc Rao giảng Tin mừng khá phức tạp. Hơn nữa, Giáo Hội Rôma cũng muốn thúc đẩy việc địa phương hoá hàng Giáo Sĩ và để việc Rao giảng Tin mừng có hiệu quả hơn nên vùng Vĩnh Long được tách khỏi Giáo phận Sài Gòn và được lập thành Giáo phận ngày 8 tháng 1 năm 1938 (có Tông sắc). Giáo phận Vĩnh Long bao gồm các tỉnh một phần của Long Hồ dinh 1732, tức là tỉnh Bến Tre, Trà Vinh, Vĩnh Long, nhưng thay vào một phần của Cần Thơ bằng một phần của Đồng Tháp ngày nay. Theo dòng giáo sử, vào khoảng thế kỷ XVII, có sự hiện diện của Kitô giáo ở Giáo phận Vĩnh Long và sau đó được phát triển theo thời gian: nhiều họ đạo và nhà thờ được xây dựng, các Hội Dòng Mến Thánh Giá Cái Nhum và Cái Mơn và Dòng Kitô Vua được thành lập, các Nữ tu Dòng Thánh Phaolô thành Chartres và Dòng Xi-Tô Phước Vĩnh cũng đến sinh hoạt trong Giáo phận. Giáo phận Vĩnh Long trải qua các thế kỷ với những sinh hoạt mục vụ luôn nhắm đến việc hướng mọi người nhìn về Đức Kitô, dĩ nhiên cũng có những kết quả tốt đẹp còn tồn tại. Mời anh chị cùng chúng tôi theo dõi sự hình thành của Giáo phận Vĩnh Long. Trước hết, chúng ta lướt qua Giáo phận Vĩnh Long những thế kỷ trước lúc được thành lập và từ lúc khai sinh cho đến 2009 dưới trách nhiệm của nhiều vị Giám mục. Tiếp theo, chúng ta đề cập đến những tổ chức điều hành mọi sinh hoạt trong Giáo phận, ranh giới địa lý với các số liệu thống kê và những nét đặc biệt của Giáo phận trong đó có các Trung tâm Hành Hương và các Hội Dòng. Sau cùng nhìn lại sự phát triển của Giáo phận để đưa ra những nhận xét và định hướng cho tương lai trong bối cảnh một xã hội văn minh hiện đại đang trên đà tiến bộ và tiến bộ không ngừng.
Địa giới giáo phận: phía bắc giáp giáo phận Mỹ Tho, phía nam giáp giáo phận Cần Thơ, phía đông giáp biển Đông, phía tây giáp giáo phận Long Xuyên.

## Các danh địa giáo phận

### Nhà thờ chánh tòa

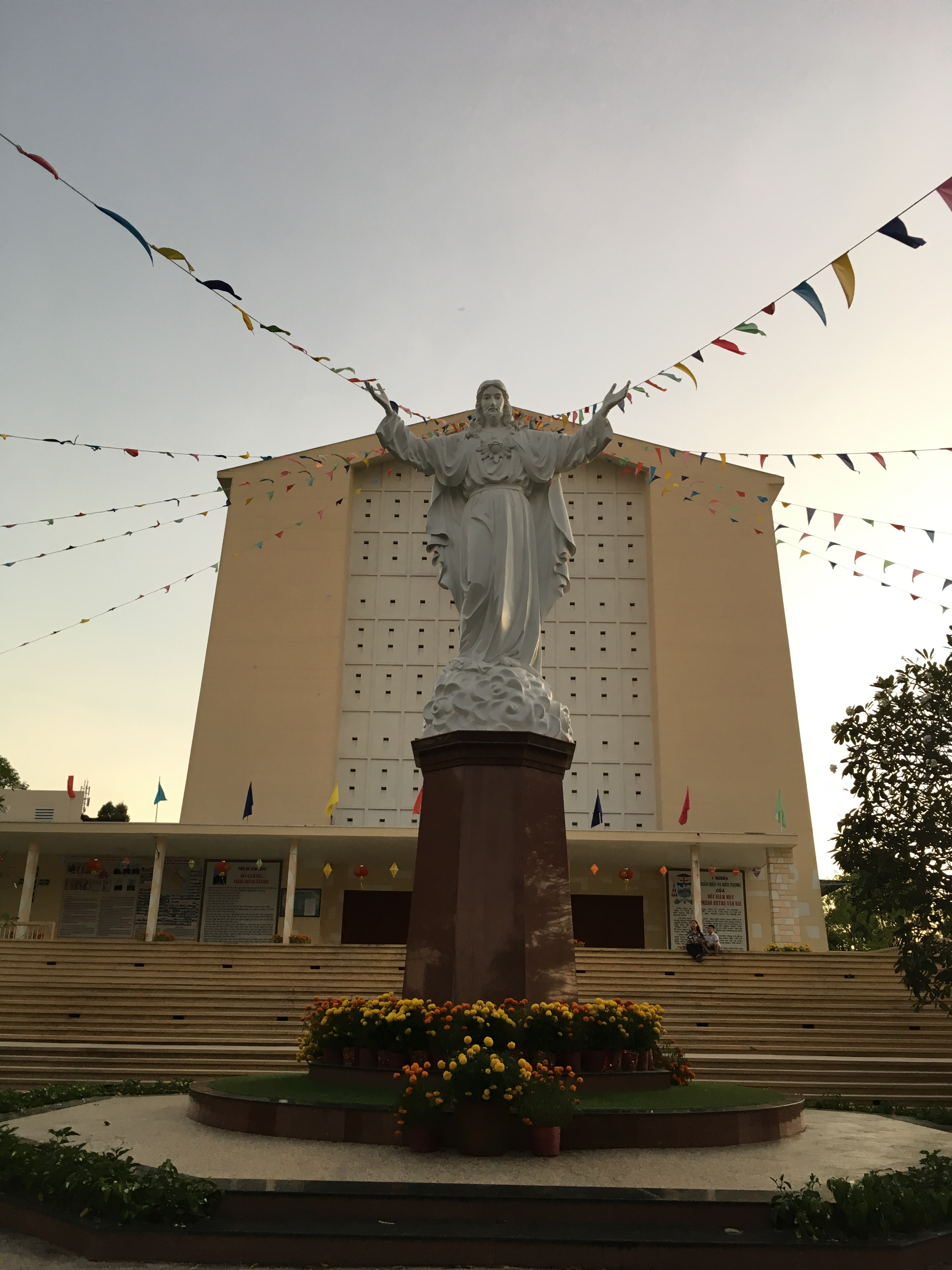
Nhà thờ chánh tòa Vĩnh Long

Nhà thờ chánh tòa Vĩnh Long, tên chính thức: Nhà thờ chánh tòa Thánh Anna, là nhà thờ chính tòa của Giáo phận Vĩnh Long, Việt Nam.
Nhà thờ này được xây dựng từ năm 1964 tới năm 1967 theo đồ án của kiến trúc sư Ngô Viết Thụ. Tuy nhiên, vì nhiều lý do nên khi xây dựng, người ta đã chỉnh sửa lại phần lớn chi tiết thiết kế ban đầu nên sau này, Ngô Viết Thụ đã phủ nhận đó là công trình do ông thiết kế. Nhà thờ chính tòa Vĩnh Long hiện là nhà thờ có sức chứa lớn nhất Việt Nam, với chiều dài 100 mét, chiều rộng 36 mét và chiều cao đến mái là 27 mét.

### Tòa Giám mục
Toạ lạc tại số 103 Đường 3 tháng 2, P.Long Châu, Tỉnh Vĩnh Long. Giáo phận Vĩnh Long mới thành lập nên chưa có Toà Giám mục. Đức Cha Phêrô tạm tá túc ở nhà Cha sở Vĩnh Long. Tháng 10 năm 1938, Cha Jean Nguyễn Văn Huởn về coi họ đạo Vĩnh Long và mua lại nhà của ông Nguyễn Thành Điểm làm Toà Giám mục ở gần Cầu Lộ cho Đức Cha Phêrô.

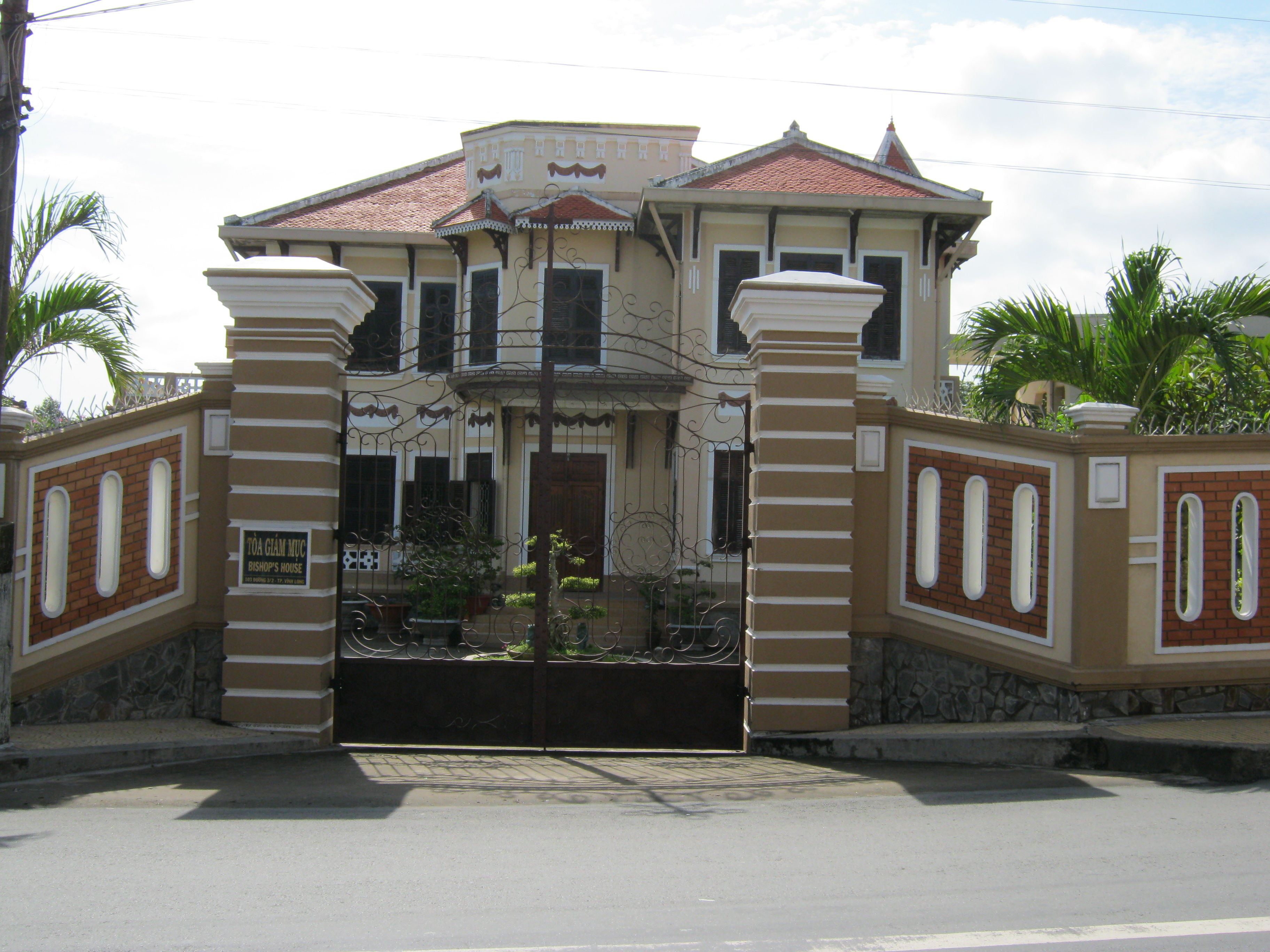
Tòa Giám mục Vĩnh Long tại trung tâm thành phố Vĩnh Long

### Thánh địa hành hương
- Trung tâm hành hương Fatima (xã Trường An, thành phố Vĩnh Long, tỉnh Vĩnh Long)
- Trung tâm hành hương Đình Khao (phường Thanh Đức, tỉnh Vĩnh Long)
- Trung tâm hành hương Thánh Mẫu Đức Mẹ La Mã Bến Tre (xã Hưng Nhượng, tỉnh Vĩnh Long)

### Các nhà thờ và tu viện lớn

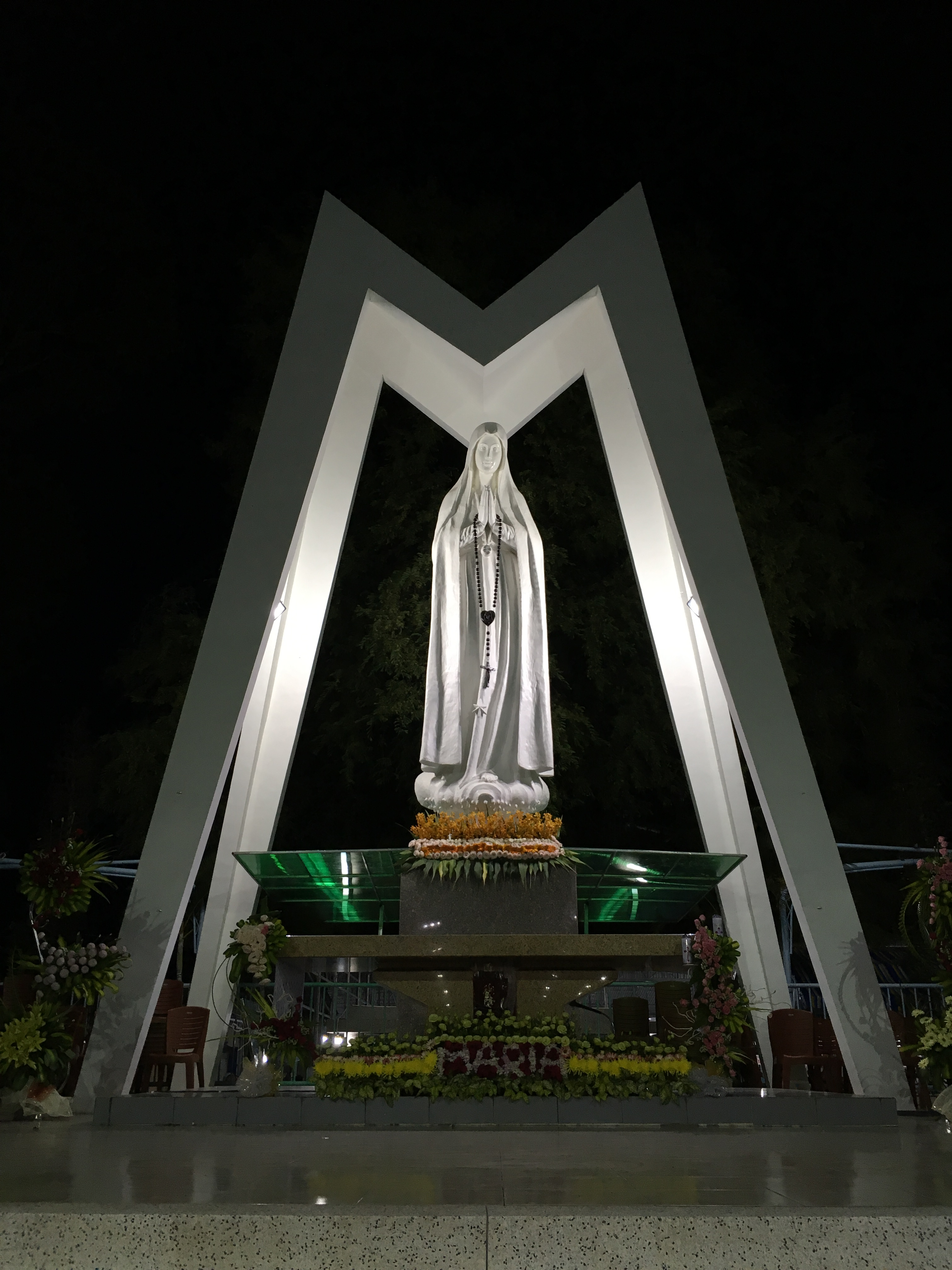
Tượng Đức Mẹ Fatima tại trung tâm hành hương Đức Mẹ Fatima Vĩnh Long

#### Đan Viện Xitô Phước Vĩnh
Thành lập ngày 24 tháng 6 năm 1975. Bổn Mạng ngày 15.08 hằng năm. Đan Viện Xitô T.M. Phước Vĩnh (Ấp Thôn Rôn, Vĩnh Kim, Cầu Ngang, Trà Vinh) - Giáo Phận Vĩnh Long, thuộc Hội Dòng Xitô Thánh Gia Việt Nam, do cha Henry Deny Biển Đức Thuận sáng lập tại Phước Sơn - Quảng Trị, năm 1918. Châm ngôn sống của Dòng: "Cầu Nguyện và lao động". Sứ mạng tông đồ: "Cầu nguyện cho lương dân nhận biết Chúa..."
Ngày 24/06/1975 với 13 Đan Sĩ và Linh Mục, Đan Viện Xitô Phước Vĩnh chính thức được khai sinh và định cư tại địa chỉ hiện nay.
Với quyết nghị của Tổng Hội Hội Dòng Xitô Thánh Gia Việt Nam ngày 11.06.2001, Phước Vĩnh được nâng lên hàng Đan Viện Tự Trị. Cha M.Augustinô Lê Trọng Hồng được bầu làm Viện Trưởng tiên khởi (15.8.2001). Cha Viện trưởng đương nhiệm là cha Gioan Maria Vianney Nguyễn Văn Ngọc, sinh năm 1933, khấn năm 1964, Linh mục năm 1973.
Nhân sự hiện nay là 35 người: 07 linh mục; 02 Phó tế; 13 Khấn trọng; 03 Tập sinh và 10 Thỉnh Sinh.

#### Hội dòng Kitô Vua
Khoảng thời gian của thập niên 70-80 của thế kỷ XIX, Hội Dòng Kitô Vua được thành lập. Năm 1870, hai cha thừa sai Gernot Quý và Ritter Giáo thành lập Hội Dòng Kitô Vua Cái Nhum. Hội Dòng nầy, thuộc giáo phận Vĩnh Long, là một trong số các dòng nam việt Nam, thuộc quyền giáo phận còn tồn tại đến ngày nay. Hội dòng được hình thành từ các Tổ Chức Thầy Giảng của các cha thừa sai. Mục đích chính của Hội Dòng là trợ giúp cho hàng giáo sĩ trong việc truyền giáo, thành lập các họ đạo mới, dạy giáo lý cho tân tòng và cho thiếu nhi.
Trong suốt 135 năm lịch sử, Hội Dòng đã trải qua biết bao biến cố thăng trầm. Có những lúc Hội Dòng tưởng chừng như phải giải tán, và có thời đã phải ngưng khấn vì thiếu nhân sự. Nhưng trong bàn tay yêu thương dìu dắt của Thiên Chúa, Hội Dòng đã bao lần vượt qua sóng gió để tồn tại.
Hiện nay, có thể nói Hội Dòng cũng đang trong tình trạng khủng hoảng về nhân sự. Toàn Hội Dòng chỉ còn 1 linh mục, 15 tu sĩ và 3 tập sinh, đang sống và làm việc tại 4 cơ sở sau đây:
- 8 người ở tại cộng đoàn nhà mẹ, toạ lạc tại xã Long Thới, Huyện Chợ Lách, Tỉnh Bến Tre.
- 1 người ở tại cộng đoàn Fatima, thuộc giáo phận Vĩnh Long, Xã Trường An, Thành phố Vĩnh Long, Tỉnh Vĩnh Long.
- 4 người ở cộng đoàn Thánh Tâm, thuộc giáo phận TP. Hồ Chí Minh, số 48 Bành Văn Trân, P.7, Quận Tân Bình.
- 2 người ở cộng đoàn Bãi Dâu, TP. Vũng Tàu, thuộc giáo phận Bà Rịa Vũng Tàu.

Hướng về tương lai đầy hứa hẹn. Hội Dòng Kitô Vua đã gởi người học Thần học chuẩn bị chức Linh mục và học Thần học giáo dân, thu thập kiến thức về Kinh Thánh và về Giáo lý để dạy giáo lý trong các Họ đạo. Đó là một cách cộng tác với các Linh mục Giáo phận trong lãnh vực truyền giáo và đó cũng chính là việc thực hiện phương hướng của Hội Dòng Thầy giảng Kitô Vua Cái Nhum.

#### Dòng Mến Thánh Giá Cái Mơn
1. Thành lập Hội Dòng Mến Thánh Giá. Năm 1844, dưới thời Vua Thiệu Trị, Đức cha Dominique Lefèvre Ngãi lập dòng Mến Thánh Giá Cái Mơn. Được kể vào 23 Hội Dòng Mến Thánh Giá ở Việt Nam, Hội Dòng nầy sống tinh thần hiến chương, đường hướng linh đạo của Dòng Mến Thánh Giá mà Đức Giám Mục Phêrô Maria Lambert de la Motte là vị sáng lập đã đề ra. Vào lúc đó, dưới sự bắt đạo gắt gao, những linh mục và giáo dân phải lẩn tránh vào nhiều nơi. Và đó cũng là lý do cần thiết phải có sự cộng tác của những nữ tu trong công việc họ đạo. Những nữ tu nầy có thể di chuyển giữa những nơi xa xôi hẻo lánh và khó khăn để dạy giáo lý và rửa tội các dự tòng.
2. Mục đích. Hội Dòng Mến Thánh Giá có nhiệm vụ trực tiếp hoặc gián tiếp truyền bá đức tin bằng đời sống hằng ngày của mình, bằng lời cầu nguyện và bằng việc suy gẫm sự thương khó của Chúa Kitô chịu đóng đinh. Những nữ tu Mến Thánh Giá nầy đã tận hiến đời mình phục vụ rao giảng Tin mừng bằng nhiều cách khác nhau, đặc biệt là phục vụ những chị em và trẻ con nghèo khổ, kém may mắn trong nhiều lãnh vực khác nhau: văn hoá, xã hội, sức khoẻ, đạo đức và đức tin Công giáo. Châm ngôn đời sống của họ là: "Tất cả cho việc rao giảng Tin mừng. Hy sinh để rao giảng Tin Mừng".
3. Hoạt động mục vụ. Sống cuộc sống giản dị khiêm nhường, những nữ tu của Hội Dòng Mến Thánh Giá nầy phục vụ trong Giáo Phận Vĩnh Long. Họ được gởi đến 92 chỗ nơi khác nhau trong Giáo Phận bao gồm bốn tỉnh: Vĩnh Long, Trà Vinh, Bến Tre, Đồng Tháp. Trong những nơi được gởi đến, các nữ tu cộng tác với Linh mục dạy giáo lý, phục vụ bàn thờ, thăm viếng bệnh nhân. Thỉnh thoảng trong những nơi thiếu Linh mục thì các nữ tu có cử hành phụng vụ Lời Chúa và làm mọi việc trong khả năng của mình.
4. Hoạt động xã hội. Nhờ sự giúp đỡ của những ân nhân trong Giáo phận và ngoại quốc, các nữ tu Hội Dòng Mến Thánh Giá đã thực hiện những công tác xã hội như: Giúp đỡ những thành viên trong gia đình bị bệnh phong trong những tỉnh thành của Giáo Phận Vĩnh Long. Giúp đỡ học bổng cho những học sinh nghèo. Chăm sóc những bệnh nhân và phát những thứ thuốc thích hợp cho họ.
5. Nhân sự. Cho đến hôm nay 2009, Hội Dòng Mến Thánh Giá Cái Mơn có 329 nữ tu 224 nữ tu khấn trọn (kể cả 50 nữ tu hưu dưỡng), 105 nữ tu khấn tạm. Ngoài ra còn có 31 tập sinh, 86 tiền tập sinh, thử sinh, dự bị và 60 em thanh tuyển, những em nầy đang theo học ở các trường Trung và Đại học.

#### Dòng Mến Thánh Giá Cái Nhum
Hội Dòng Mến Thánh Giá Cái Nhum được thành lập ngày 16/6/1800 do Đức Cha Jean Labartette. Hội Dòng này là Dòng tu địa phương thuộc thẩm quyền Giám Mục địa phận. Hội Dòng được thành lập đúng với Hiến Chương, tinh thần và mục đích của Dòng Mến Thánh Giá đầu tiên do Đức Cha Lambert de la Motte lập năm 1670 tại Việt Nam, với mục đích cộng tác trong công việc truyền giáo với hàng giáo sĩ trong nhiều lãnh vực khác nhau: giáo dục, dạy giáo lý, phụng vụ....
Trong thời gian đầu, hoạt động Tông Đồ của Chị Em chưa có được hình thức tổ chức hẳn hoi. Chị Em chỉ dùng cuộc sống âm thầm, cầu nguyện, hy sinh trong phận vụ. Chuyên chăm lao động chân tay, vất vả trong việc làm vườn, làm rẫy... sống hòa hợp với mọi người chung quanh, nhờ vậy mà có thể thăm viếng bệnh nhân, nâng đỡ người sầu khổ, khuyên nhủ kẻ rối rắm và các cô gái lầm lỡ, rửa tội cho trẻ em nguy tử... Nếp sống đơn sơ đạm bạc này là cơ hội cho Chị Em hướng nhìn về Chúa Giêsu Kitô chịu đóng đinh. Hiện nay, các chị em Hội Dòng luôn tuân giữ ba chiều kích lớn của linh đạo Mến Thánh Giá: chiêm niệm, khổ chế, tông đồ để hiến trọn cuộc đời cho Chúa: phục vụ Chúa và Giáo Hội của Người.
Trong lĩnh vực phục vụ Giáo Hội :
- Dạy giáo lý cho trẻ em và những dự tòng.
- Mang Mình Thánh Chúa cho những bệnh nhân không đi đến nhà thờ được.
- May Lễ phục phụng vụ.
- Trang hoàng bàn thờ.
- Tập hát các lễ nghi phụng vụ.
Trong lĩnh vực xã hội
- Mở những khoá dạy may và thêu cho các thiếu nữ.
- Phục vụ và giúp đỡ các gia đình nghèo không có phương tiện sinh sống.
- Vãng gia: Thăm viếng người nghèo khổ, bệnh nhân và người bị bỏ rơi.
- Hoàn lương thiếu nữ trụy lạc.
- Dạy nhà trẻ, mẫu giáo, lớp học Tình Thương... Giữ trẻ và giáo dục chúng để cha mẹ chúng đi làm việc.
- Khám bệnh và phát thuốc từ thiện. Chương trình giúp vốn cho người nghèo và học bổng cho học sinh nghèo, hiếu học Thành phố và các Tỉnh.
Ngoài các việc làm thường xuyên Hội Dòng cũng có cổ động giúp đỡ các đồng bào nạn nhân trong các biến cố thiên tai bão lụt. Cùng với các việc làm tại các cơ sở Chị Em trong Hội Dòng cũng tham gia vào các ban ngành đoàn thể như: Hội Chữ Thập ỏ, Hội Phụ nữ, Hội bảo trợ người tàn tật...
Nhân sự : Tính vào thời điểm 2009, Hội Dòng Mến Thánh Giá Cái Nhum tập họp 218 nữ tu trong đó có 160 nữ tu khấn trọn (kể cả 29 nữ tu hưu dưỡng) ; 58 nữ tu khấn tạm; 21 tập sinh; 43 thỉnh sinh; 70 đệ tử.

### Danh sách các Giáo hạt
I. Giáo hạt Sa Đéc (các xã, phường phía tây nam tỉnh Đồng Tháp bên hữu ngạn sông Tiền)
- 1.Họ đạo An Phú Thuận - Xã Phú Hựu, tỉnh Đồng Tháp
- 2.Họ đạo Cái Tàu Hạ - Xã Phú Hựu, tỉnh Đồng Tháp
- 3.Họ đạo Hòa Long - Xã Hòa Long, tỉnh Đồng Tháp
- 4.Họ đạo Lấp Vò - Xã Lấp Vò, tỉnh Đồng Tháp
- 5.Họ đạo Long Hưng - Xã Lấp Vò, tỉnh Đồng Tháp
- 6.Họ đạo Long Thắng - 148/1 Định Mỹ, xã Phong Hòa, tỉnh Đồng Tháp
- 7.Họ đạo Nha Mân - Xã Tân Nhuận Đông, tỉnh Đồng Tháp
- 8.Họ đạo Nhơn Lương - Xã Tân Nhuận Đông, tỉnh Đồng Tháp
- 9.Họ đạo Phong Hòa - Xã Phong Hòa, tỉnh Đồng Tháp
- 10.Họ đạo Phú Long - Xã Tân Dương, tỉnh Đồng Tháp
- 11.Họ đạo Sa Đéc - Đường Nguyễn Sinh Sắc, phường Sa Đéc, tỉnh Đồng Tháp
- 12.Họ đạo Tân Phú Trung - Xã Tân Phú Trung, tỉnh Đồng Tháp
- 13.Họ đạo Tân Quy - Đường Lê Lợi, phường Sa Đéc, tỉnh Đồng Tháp
- 14.Họ đạo Vĩnh Thạnh - Xã Lấp Vò, tỉnh Đồng Tháp

II. Giáo hạt Vĩnh Long (các xã, phường phía tây tỉnh Vĩnh Long)
- 15.Họ đạo An Bình - Xã An Bình, tỉnh Vĩnh Long
- 16.Họ đạo An Đức - Xã Long Hồ, tỉnh Vĩnh Long
- 17.Họ đạo An Hiệp - Xã Phú Quới, tỉnh Vĩnh Long
- 18.Họ đạo Ba Càng - Xã Song Phú, tỉnh Vĩnh Long
- 19.Họ đạo Ba Kè - Xã Hòa Hiệp, tỉnh Vĩnh Long
- 20.Họ đạo Bình Minh - 33/13 Phan Văn Năm, phường Bình Minh, tỉnh Vĩnh Long
- 21.Họ đạo Cái Kè - Xã Nhơn Phú, tỉnh Vĩnh Long
- 22.Họ đạo Cái Lóc - Xã Nhơn Phú, tỉnh Vĩnh Long
- 23.Họ đạo Cái Muối - 185 Hòa Phú, xã An Bình, tỉnh Vĩnh Long
- 24.Họ đạo Cai Quá - Xã Nhơn Phú, tỉnh Vĩnh Long
- 25.Họ đạo Cái Sơn - Xã Song Phú, tỉnh Vĩnh Long
- 26.Họ đạo Cầu Mới - Xã Tân Long Hội, tỉnh Vĩnh Long
- 27.Họ đạo Chánh Tòa - 141 Lý Thái Tổ, phường Long Châu, tỉnh Vĩnh Long
- 28.Họ đạo Đình Khao - Phường Thanh Đức, tỉnh Vĩnh Long
- 29.Họ đạo Đồng Phú - Xã An Bình, tỉnh Vĩnh Long
- 30.Họ đạo Giáo Mẹo - Phường Đông Thành, tỉnh Vĩnh Long
- 31.Họ đạo Hàn Thẽ - Xã Phú Quới, tỉnh Vĩnh Long
- 32.Họ đạo Lộc Hòa - Xã Phú Quới, tỉnh Vĩnh Long
- 33.Họ đạo Long Hiệp - Xã Long Hồ, tỉnh Vĩnh Long
- 34.Họ đạo Long Mỹ - Xã Bình Phước, tỉnh Vĩnh Long
- 35.Họ đạo Mỹ Thuận - 147 Mỹ Thuận, phường Tân Ngãi, tỉnh Vĩnh Long
- 36.Họ đạo Ngã Cạy - Xã Cái Ngang, tỉnh Vĩnh Long
- 37.Họ đạo Phú Quới - Xã Phú Quới, tỉnh Vĩnh Long
- 38.Họ đạo Phước Định - Xã An Bình, tỉnh Vĩnh Long
- 39.Họ đạo Phước Hòa (Cá Rô) - Xã Phú Quới, tỉnh Vĩnh Long
- 40.Họ đạo Phường Tư - 88 Phạm Thái Bường, phường Phước Hậu, tỉnh Vĩnh Long
- 41.Họ đạo Tam Bình - Xã Tam Bình, tỉnh Vĩnh Long
- 42.Họ đạo Tân Lược - Xã Tân Lược, tỉnh Vĩnh Long
- 43.Họ đạo Tân Phú - Xã Song Phú, tỉnh Vĩnh Long
- 44.Họ đạo Thành Lợi - Xã Tân Lược, tỉnh Vĩnh Long
- 45.Họ đạo Thiềng Đức - 192B Nguyễn Chí Thanh, phường Thanh Đức, tỉnh Vĩnh Long
- 46.Họ đạo Thông Lưu - Xã Tân Lược, tỉnh Vĩnh Long
- 47.Họ đạo Trà Kiết - Xã Mỹ Thuận, tỉnh Vĩnh Long
- 48.Họ đạo Xuân Hiệp - Xã Hòa Bình, tỉnh Vĩnh Long

III. Giáo hạt Mai Phốp (các xã phía tây nam tỉnh Vĩnh Long)
- 49.Họ đạo Bưng Trường - Xã Hiếu Phụng, tỉnh Vĩnh Long
- 50.Họ đạo Cái Nhum - Xã Cái Nhum, tỉnh Vĩnh Long
- 51.Họ đạo Cái Tôm - Xã Quới An, tỉnh Vĩnh Long
- 52.Họ đạo Cần Thư - Xã Quới Thiện, tỉnh Vĩnh Long
- 53.Họ đạo Cầu Đá - Xã Trung Thành, tỉnh Vĩnh Long
- 54.Họ đạo Cù Lao Dài - Xã Quới Thiện, tỉnh Vĩnh Long
- 55.Họ đạo Đức Hòa - Xã Trung Ngãi, tỉnh Vĩnh Long
- 56.Họ đạo Hiếu Nhơn - Xã Hiếu Phụng, tỉnh Vĩnh Long
- 57.Họ đạo Hòa Tịnh - Xã Bình Phước, tỉnh Vĩnh Long
- 58.Họ đạo Hựu Thành - Xã Hiếu Phụng, tỉnh Vĩnh Long
- 59.Họ đạo Mai Phốp - Xã Trung Thành, tỉnh Vĩnh Long
- 60.Họ đạo Mỹ Chánh - Xã Cái Nhum, tỉnh Vĩnh Long
- 61.Họ đạo Nhơn Phú - Xã Nhơn Phú, tỉnh Vĩnh Long
- 62.Họ đạo Quang Diệu - Xã Quới An, tỉnh Vĩnh Long
- 63.Họ đạo Quang Phong - Xã Trung Hiệp, tỉnh Vĩnh Long
- 64.Họ đạo Tam Bình - Xã Tam Bình, tỉnh Vĩnh Long
- 65.Họ đạo Tân Dinh - Xã Trà Ôn, tỉnh Vĩnh Long
- 66.Họ đạo Tân Mỹ - Xã Trà Côn, tỉnh Vĩnh Long
- 67.Họ đạo Thới Hiệp - Xã Hòa Bình, tỉnh Vĩnh Long
- 68.Họ đạo Thủy Thuận - Xã Cái Nhum, tỉnh Vĩnh Long
- 69.Họ đạo Rạch Chiếc - Xã Trà Côn, tỉnh Vĩnh Long
- 70.Họ đạo Trà Ôn - Xã Trà Ôn, tỉnh Vĩnh Long
- 71.Họ đạo Vĩnh Xuân - Xã Vĩnh Xuân, tỉnh Vĩnh Long

IV. Giáo hạt Trà Vinh (các xã phía nam tỉnh Vĩnh Long)
- 72.Họ đạo An Trường - Xã An Trường, tỉnh Vĩnh Long
- 73.Họ đạo Bà Tùng - Xã Hòa Minh, tỉnh Vĩnh Long
- 74.Họ đạo Bãi Vàng - Xã Hưng Mỹ, tỉnh Vĩnh Long
- 75.Họ đạo Bãi Xan - Xã Nhị Long, tỉnh Vĩnh Long
- 76.Họ đạo Bong Bót - Xã Tam Ngãi, tỉnh Vĩnh Long
- 77.Họ đạo Cam Son - Phường Long Đức, tỉnh Vĩnh Long
- 78.Họ đạo Càng Long - Xã Càng Long, tỉnh Vĩnh Long
- 79.Họ đạo Cầu Kè - Xã An Phú Tân, tỉnh Vĩnh Long
- 80.Họ đạo Cổ Chiên - Xã Hòa Minh, tỉnh Vĩnh Long
- 81.Họ đạo Đức Mỹ - Xã Nhị Long, tỉnh Vĩnh Long
- 82.Họ đạo Hòa Lạc - Xã Song Lộc, tỉnh Vĩnh Long
- 83.Họ đạo Kinh Long Hội - Xã Tân An, tỉnh Vĩnh Long
- 84.Họ đạo Phước Hảo - Xã Hưng Mỹ, tỉnh Vĩnh Long
- 85.Họ đạo Rạch Giồng - Xã Long Hòa, tỉnh Vĩnh Long
- 86.Họ đạo Trà Mẹt - Xã Tam Ngãi, tỉnh Vĩnh Long
- 87.Họ đạo Trà Vinh - 20 Lê Lợi, phường Trà Vinh, tỉnh Vĩnh Long
- 88.Họ đạo Xóm Chòi - Xã Hưng Mỹ, tỉnh Vĩnh Long

V. Giáo hạt Mặc Bắc (các xã phía đông nam tỉnh Vĩnh Long)
- 89.Họ đạo Ba Giồng - Xã Tân Hòa, tỉnh Vĩnh Long
- 90.Họ đạo Cây Gòn - Xã Tiểu Cần, tỉnh Vĩnh Long
- 91.Họ đạo Định Thuận - Xã Tân Hòa, tỉnh Vĩnh Long
- 92.Họ đạo Lộ Mới - Xã Tân Hòa, tỉnh Vĩnh Long
- 93.Họ đạo Mặc Bắc - Xã Tân Hòa, tỉnh Vĩnh Long
- 94.Họ đạo Ngọn - Xã Tân Hòa, tỉnh Vĩnh Long
- 95.Họ đạo Phú Thọ - Xã Tiểu Cần, tỉnh Vĩnh Long
- 96.Họ đạo Phước Hưng - Xã Tập Sơn, tỉnh Vĩnh Long
- 97.Họ đạo Rạch Lọp - Xã Tập Ngãi, tỉnh Vĩnh Long
- 98.Họ đạo Rạch Vồn - Xã Tân Hòa, tỉnh Vĩnh Long
- 99.Họ đạo Tân Long - Xã Trà Cú, tỉnh Trà Vinh
- 100.Họ đạo Tân Thành - Xã Tân Hòa, tỉnh Vĩnh Long
- 101.Họ đạo Tiểu Cần - Xã Tiểu Cần, tỉnh Vĩnh Long

VI. Giáo hạt Vĩnh Kim (các xã, phường phía đông tỉnh Vĩnh Long)
- 102.Họ đạo Cái Đôi - Xã Long Thành, tỉnh Vĩnh Long
- 103.Họ đạo Cầu Ngang - Xã Vĩnh Kim, tỉnh Vĩnh Long
- 104.Họ đạo Động Cao - Xã Đông Hải, tỉnh Vĩnh Long
- 105.Họ đạo Giồng Lớn - Xã Vĩnh Kim, tỉnh Vĩnh Long
- 106.Họ đạo Mai Hương - Xã Vĩnh Kim, tỉnh Vĩnh Long
- 107.Họ đạo Phước Vĩnh - Xã Vĩnh Kim, tỉnh Vĩnh Long
- 108.Họ đạo Vĩnh Hòa - Xã Vĩnh Kim, tỉnh Vĩnh Long
- 109.Họ đạo Vĩnh Kim - Xã Vĩnh Kim, tỉnh Vĩnh Long
- 110.Họ đạo Phú Long - Phường Trường Long Hòa, tỉnh Vĩnh Long

VII. Giáo hạt Bến Tre (các xã, phường phía đông bắc tỉnh Vĩnh Long)
- 111.Họ đạo An Điền - Xã Ba Tri, tỉnh Vĩnh Long
- 112.Họ đạo Ba Châu - Xã Châu Hòa, tỉnh Vĩnh Long
- 113.Họ đạo Ba Tri - Xã Ba Tri, tỉnh Vĩnh Long
- 114.Họ đạo Bãi Ngao - Xã Tân Thủy, tỉnh Vĩnh Long
- 115.Họ đạo Bảo Thạnh - Xã Bảo Thạnh, tỉnh Vĩnh Long
- 116.Họ đạo Bến Tre - 75 Hùng Vương, phường An Hội, tỉnh Vĩnh Long
- 117.Họ đạo Cái Bông - Xã An Ngãi Trung, tỉnh Vĩnh Long
- 118.Họ đạo Cái Nứa - Phường Sơn Đông, tỉnh Vĩnh Long
- 119.Họ đạo Cù Lao Lá - Xã Mỹ Chánh Hòa, tỉnh Vĩnh Long
- 120.Họ đạo Gảnh - Xã Ba Tri, tỉnh Vĩnh Long
- 121.Họ đạo Giồng Giá - Xã Ba Tri, tỉnh Vĩnh Long
- 122.Họ đạo Giồng Ổi - Phường An Hội, tỉnh Vĩnh Long
- 123.Họ đạo Giồng Quýt - Xã Phước Long, tỉnh Vĩnh Long
- 124.Họ đạo Giồng Trôm - Xã Giồng Trôm, tỉnh Vĩnh Long
- 125.Họ đạo La Mã - Xã Hưng Nhượng, tỉnh Vĩnh Long
- 126.Họ đạo Mỹ Hóa - Phường Bến Tre, tỉnh Vĩnh Long
- 127.Họ đạo Mỹ Lồng - Xã Lương Phú, tỉnh Vĩnh Long
- 128.Họ đạo Mỹ Nhơn - Xã Mỹ Chánh Hòa, tỉnh Vĩnh Long
- 129.Họ đạo Mỹ Thạnh - Xã An Ngãi Trung, tỉnh Vĩnh Long
- 130.Họ đạo Phú Lễ - Xã Tân Xuân, tỉnh Vĩnh Long
- 131.Họ đạo Tân Hưng - Xã An Hiệp, tỉnh Vĩnh Long
- 132.Họ đạo Tân Thanh - Xã Hưng Nhượng, tỉnh Vĩnh Long
- 133.Họ đạo Tân Xuân - Xã Tân Xuân, tỉnh Vĩnh Long

VIII. Giáo hạt Bình Đại (các xã phía bắc tỉnh Vĩnh Long)
- 134.Họ đạo An Hiệp - Xã Phú Túc, tỉnh Vĩnh Long
- 135.Họ đạo Ba Lai - Phường Sơn Đông, tỉnh Vĩnh Long
- 136.Họ đạo Bình Châu - Xã Bình Đại, tỉnh Vĩnh Long
- 137.Họ đạo Bình Đại - Xã Bình Đại, tỉnh Vĩnh Long
- 138.Họ đạo Bình Huề - Xã Thạnh Phước, tỉnh Vĩnh Long
- 139.Họ đạo Giồng Quéo - Xã Phú Thuận, tỉnh Vĩnh Long
- 140.Họ đạo Giồng Tre - Xã Thạnh Trị, tỉnh Vĩnh Long
- 141.Họ đạo Kiến Vàng - Xã Thạnh Trị, tỉnh Vĩnh Long
- 142.Họ đạo Kinh Điều - Xã Phú Túc, tỉnh Vĩnh Long
- 143.Họ đạo Lộc Thuận - Xã Lộc Thuận, tỉnh Vĩnh Long
- 144.Họ đạo Phú Đức - Xã Tân Phú, tỉnh Vĩnh Long
- 145.Họ đạo Phú Thuận - Xã Phú Thuận, tỉnh Vĩnh Long
- 146.Họ đạo Phú Túc - Xã Phú Túc, tỉnh Vĩnh Long
- 147.Họ đạo Quới Sơn - Xã Giao Long, tỉnh Vĩnh Long
- 148.Họ đạo Quới Thành - Xã Tiên Thủy, tỉnh Vĩnh Long
- 149.Họ đạo Rạch Dừa - Xã Thạnh Trị, tỉnh Vĩnh Long
- 150.Họ đạo Tân Lợi - Xã Tân Phú, tỉnh Vĩnh Long
- 151.Họ đạo Tân Thạch - Xã Phú Túc, tỉnh Vĩnh Long
- 152.Họ đạo Thạnh Phước - Xã Thạnh Phước, tỉnh Vĩnh Long
- 153.Họ đạo Thành Triệu - Xã Tiên Thủy, tỉnh Vĩnh Long
- 154.Họ đạo Tiên Thủy - Xã Tiên Thủy, tỉnh Vĩnh Long
- 155.Họ đạo Vang Quới - Xã Lộc Thuận, tỉnh Vĩnh Long

IX. Giáo hạt Cái Mơn (các xã phía tây bắc tỉnh Vĩnh Long)
- 156.Họ đạo Bà Chủ - Xã Hưng Khánh Trung, tỉnh Vĩnh Long
- 157.Họ đạo Ba Vát - Xã Phước Mỹ Trung, tỉnh Vĩnh Long
- 158.Họ đạo Cái Mơn - Xã Vĩnh Thành, tỉnh Vĩnh Long
- 159.Họ đạo Cái Nhum - Xã Chợ Lách, tỉnh Vĩnh Long
- 160.Họ đạo Cái Tắc - Xã Hưng Khánh Trung, tỉnh Vĩnh Long
- 161.Họ đạo Chợ Lách - Xã Chợ Lách, tỉnh Vĩnh Long
- 162.Họ đạo Đìa Cừ - Xã Vĩnh Thành, tỉnh Vĩnh Long
- 163.Họ đạo Giồng Dầu - Xã Tân Thành Bình, tỉnh Vĩnh Long
- 164.Họ đạo Giồng Keo - Xã Nhuận Phú Tân, tỉnh Vĩnh Long
- 165.Họ đạo Giồng Thủ Bá - Xã Vĩnh Thanh, tỉnh Vĩnh Long
- 166.Họ đạo Mỹ Sơn - Xã Vĩnh Thành, tỉnh Vĩnh Long
- 167.Họ đạo Nhân Nghĩa - Xã Chợ Lách, tỉnh Vĩnh Long
- 168.Họ đạo Phú Đa - Xã Phú Phụng, tỉnh Vĩnh Long
- 169.Họ đạo Phú Phụng - Xã Phú Phụng, tỉnh Vĩnh Long
- 170.Họ đạo Phú Hiệp - Xã Vĩnh Thành, tỉnh Vĩnh Long
- 171.Họ đạo Thới Lộc - Xã Phú Phụng, tỉnh Vĩnh Long
- 172.Họ đạo Vĩnh Bình - Xã Phú Phụng, tỉnh Vĩnh Long

X. Giáo hạt Thạnh Phú (các xã phía đông bắc tỉnh Vĩnh Long)
- 173.Họ đạo An Định - Xã An Định, tỉnh Vĩnh Long
- 174.Họ đạo Bến Luông - Xã Đại Điền, tỉnh Vĩnh Long
- 175.Họ đạo Bến Vinh - Xã Thạnh Phú, tỉnh Vĩnh Long
- 176.Họ đạo Bến Vông - Xã Thạnh Phú, tỉnh Vĩnh Long
- 177.Họ đạo Cái Cá - Xã Quới Điền, tỉnh Vĩnh Long
- 178.Họ đạo Cẩm Sơn - Xã Hương Mỹ, tỉnh Vĩnh Long
- 179.Họ đạo Cầu Đức - Xã Quới Điền, tỉnh Vĩnh Long
- 180.Họ đạo Giồng Luông - Xã Đại Điền, tỉnh Vĩnh Long
- 181.Họ đạo Hàm Luông - Phường Bến Tre, tỉnh Vĩnh Long
- 182.Họ đạo Khâu Băng - Xã Thạnh Phong, tỉnh Vĩnh Long
- 183.Họ đạo Mỏ Cày - Xã Mỏ Cày, tỉnh Vĩnh Long
- 184.Họ đạo Rạch Dầu - Xã Nhuận Phú Tân, tỉnh Vĩnh Long
- 185.Họ đạo Tân Phó - Xã Phước Mỹ Trung, tỉnh Vĩnh Long
- 186.Họ đạo Thạnh Hưng - Xã Quới Điền, tỉnh Vĩnh Long
- 187.Họ đạo Thạnh Phú - Xã Thạnh Phú, tỉnh Vĩnh Long
- 188.Họ đạo Thanh Sơn - Phường Bến Tre, tỉnh Vĩnh Long
- 189.Họ đạo Thành Thới - Xã Thành Thới, tỉnh Vĩnh Long
- 190.Họ đạo Thom - Xã An Định, tỉnh Vĩnh Long
- 191.Họ đạo Tú San - Xã Hương Mỹ, tỉnh Vĩnh Long

## Danh sách các đời Giám mục quản nhiệm
| STT                             | Tên                             | Thời gian quản nhiệm            | Ghi chú                                        |
| Hạt Đại diện Tông tòa Vĩnh Long | Hạt Đại diện Tông tòa Vĩnh Long | Hạt Đại diện Tông tòa Vĩnh Long | Hạt Đại diện Tông tòa Vĩnh Long                |
| ------------------------------- | ------------------------------- | ------------------------------- | ---------------------------------------------- |
| 1 †                             | Phêrô Martinô Ngô Đình Thục     | 1938 - 1960                     | Giám mục Đại diện Tông Tòa                     |
| Giáo phận Vĩnh Long             |                                 |                                 |                                                |
| 2 †                             | Antôn Nguyễn Văn Thiện          | 1960 - 1968                     | Giám mục chánh tòa                             |
| 3 †                             | Giacôbê Nguyễn Văn Mầu          | 1968 - 2001                     | Giám mục chánh tòa                             |
| 4 †                             | Raphael Nguyễn Văn Diệp         | 1975 - 2000                     | Giám mục phó                                   |
| 5 †                             | Tôma Nguyễn Văn Tân             | 2000 - 2001 2001 - 2013         | Giám mục phó Giám mục chánh tòa                |
| *                               | Trống tòa                       | 2013 - 2015                     | Lm. Phêrô Dương Văn Thạnh, Giám quản giáo phận |
| 6                               | Phêrô Huỳnh Văn Hai             | 2015 - nay                      | Giám mục chánh tòa                             |

Ghi chú:
- : Giám mục chánh tòa
- : Giám mục phó, phụ tá hoặc Giám quản tông tòa, Đại diện tông tòa

## Nhân vật Công giáo nổi bật
- Philípphê Phan Văn Minh
- Giuse Nguyễn Văn Lựu